# Kalna, Derajnea
Kalna (în ucraineană Кальна) este localitatea de reședință a comunei Kalna din raionul Derajnea, regiunea Hmelnîțkîi, Ucraina.

## Demografie
Componența lingvistică a localității Kalna
     Ucraineană (97,47%)
     Rusă (1,49%)
     Română (1,04%)
Conform recensământului din 2001, majoritatea populației localității Kalna era vorbitoare de ucraineană (97,47%), existând în minoritate și vorbitori de rusă (1,49%) și română (1,04%).